# Art Long
Arthur Donnell Long, detto Art (Rochester, 1º ottobre 1972), è un ex cestista statunitense, professionista nella NBA, in Europa e in Asia.

## Palmarès
- USBL All-Defensive Team (1998)
- Miglior stoppatore CBA (2000)
- Coppa di Francia: 1

ASVEL: 2001